# Raymond de Barennes
Raymond Barennes, né le 20 septembre 1739 à Agen et mort le 5 septembre 1800 à Paris, était un homme politique français.

## Biographie
Barennes est avocat à Bordeaux avant la Révolution française, spécialisé dans le Droit français. En 1789, il se rallie au mouvement révolutionnaire et est élu procureur général syndic du département de la Gironde. 
En août 1791, il devient président de l'Assemblée électorale du département. Le 28 août, il est désigné député de la Gironde à l'Assemblée législative, le premier élu, par 287 voix sur 547 votants. 
Il siège comme beaucoup de ses collègues girondins avec le groupe des Brissotins, que l'on appelle un peu plus tard la Gironde. Comme ses amis, il est partisans d'une entrée en guerre contre l'Autriche.
Le 25 janvier 1792, lorsque Hérault de Séchelles propose d'envoyer un ultimatum à l'empereur Léopold II, Barennes demande en plus de décréter que la France ne déposera pas les armes sans "avoir établi la liberté de tous les peuples". Sa proposition est vivement approuvée par les tribunes. 
Toutefois, dépassé par les évènements, Barennes décide de se retirer de la vie politique après la journée du 10 août. Il se retire à Bordeaux et s'y fait oublier pendant les évènements tumultueux des années suivantes.
Le 24 germinal an VI (13 avril 1798), il est toutefois réélu représentant de la Gironde au Conseil des Anciens, dont il devient le secrétaire. Il y est relativement actif et présente plusieurs rapports sur les questions judiciaires. En 1799, il approuve le 18 brumaire, ce qui lui permet de devenir membre du Conseil des prises. 
Il meurt toutefois peu après en 1800, peu avant ses 61 ans.